# Indice di polidispersione
L'indice di polidispersione è una misura dell'uniformità di distribuzione dei pesi molecolari in un determinato polimero. La polidispersità viene espressa tramite un indice calcolato dal rapporto tra la massa molare media ponderale e la massa molare media numerica del polimero, essendo:
- massa molare media numerica: {\displaystyle M_{n}=\sum n_{i}M_{i}/\sum n_{i}}
- massa molare media ponderale: {\displaystyle M_{w}=\sum w_{i}M_{i}/\sum w_{i}=\sum n_{i}M_{i}^{2}/\sum n_{i}M_{i}}

in cui:
- {\displaystyle M_{i}\!\ } = massa molecolare dell'i-esima molecola;
- {\displaystyle n_{i}\!\ } = numero di moli delle molecole aventi massa molecolare pari a {\displaystyle M_{i}\!\ };
- {\displaystyle w_{i}\!\ } = massa delle molecole con massa molecolare pari a i.

Siccome la massa molare media ponderale è sempre maggiore della massa molare media numerica, l'indice di polidispersività (essendo pari al rapporto Mw/Mn) assume sempre valori maggiori di 1.
Il termine "monodisperso" viene per convenzione utilizzato fino a valori di indice di polidispersività minore a 1,1. In caso contrario il polimero è detto "polidisperso".
Nel caso di polimeri ottenuti tramite polimerizzazione a stadi si hanno valori dell'indice di polidispersione più bassi (intorno a 2), mentre nel caso di polimeri ottenuti tramite polimerizzazione a catena si hanno valori di polidispersione più elevati.

## Esempio di calcolo
Si considerino 300 kg di materiale polimerico formato da:
- 100 kg aventi massa molare media di 30000 g/mol (numero moli = 100000 g / 30000 g/mol ≈ 3,33 moli)
- 100 kg aventi massa molare media di 60000 g/mol (numero moli = 100000 g / 60000 g/mol ≈ 1,67 moli)
- 100 kg aventi massa molare media di 90000 g/mol (numero moli = 100000 g / 90000 g/mol ≈ 1,11 moli).

Si ha:
- Mn = (3,33×30000 + 1,67×60000 + 1,11×90000) / (3,33 + 1,67 + 1,11) ≈ 49099 g/mol
- Mw = (100000×30000 + 100000×60000 + 100000×90000) / (100000 + 100000 + 100000) ≈ 60000 g/mol

da cui:
polidispersività = Mw / Mn = 60000 / 49099 = 1,22